# 車氏鳳尾蘚
車氏鳳尾蘚（学名：Fissidens zollingeri）为鳳尾蘚科鳳尾蘚屬下的一个种。

## 扩展阅读
- 維基物種上的相關：車氏鳳尾蘚